# Caerostris indica
Caerostris indica är en spindelart som beskrevs av Embrik Strand 1915. Caerostris indica ingår i släktet Caerostris och familjen hjulspindlar.
Artens utbredningsområde är Myanmar. Inga underarter finns listade.